# Cmentarz żydowski w Grajewie
Cmentarz żydowski w Grajewie – mieści się na styku ulic Wojska Polskiego, Łaziennej i Konstytucji 3 Maja. Data jego powstania pozostaje nieznana. Po 1945 roku na jego miejscu zbudowano bloki mieszkalne. Na terenie cmentarza nie zachowały się żadne fragmenty macew. 7 sierpnia 1941 roku hitlerowcy rozstrzelali na cmentarzu 119 Polaków, Rosjan i Żydów. Na budynku mieszkalnym przy ul. 3 Maja wmurowano tablicę upamiętniająca cmentarz i miejsce mordu. Fragmenty nagrobków znajdują się u prywatnej osoby.